# Nguyễn Hồng Thái (tướng công an)
Nguyễn Hồng Thái (sinh năm 1961) là nhà văn, Thiếu tướng Công an nhân dân Việt Nam. Ông hiện giữ chức vụ Tổng biên tập Tạp chí Công an nhân dân.

## Tiểu sử
Nguyễn Hồng Thái sinh năm 1961, quê quán tại xã Diễn Hồng, huyện Diễn Châu, tỉnh Nghệ An. Ông là hậu duệ của Thái Sư Cương Quốc Công Nguyễn Xí Thuộc chi họ Nguyễn Đình xã Diễn Hồng huyện Diễn Châu tỉnh Nghệ An.
Ông từng trải qua các chức vụ: Phó Tổng Biên tập Báo Công an nhân dân; Tổng Biên tập, Giám đốc Nhà xuất bản Công an nhân dân và Viện trưởng Viện Lịch sử Công an.
Ngày 31 tháng 10 năm 2017, Đại tá Nguyễn Hồng Thái, Giám đốc, Tổng biên tập Nhà xuất bản CAND, nhận quyết định thôi chức vụ và đến nhận chức vụ mới là Viện trưởng Viện Lịch sử Công an nhân dân.
Tháng 8 năm 2018, Nguyễn Hồng Thái là Nhà văn, Thiếu tướng, Phó Cục trưởng Cục Khoa học, chiến lược và lịch sử Công an.
Tháng 2 năm 2019, Thiếu tướng Nguyễn Hồng Thái, Phó Cục trưởng Cục Khoa học, Chiến lược và Lịch sử Công an, được bổ nhiệm giữ chức vụ Tổng biên tập Tạp chí Công an nhân dân.
Năm 2022, Thiếu tướng Nguyễn Hồng Thái nhận quyết định nghỉ hưu.

## Lịch sử thụ phong quân hàm
- Thiếu tướng Công an nhân dân Việt Nam (2018).